# Hackelia hirsuta
Hackelia hirsuta là loài thực vật có hoa trong họ Mồ hôi. Loài này được (Wooton & Standl.) I.M. Johnst. mô tả khoa học đầu tiên năm 1923.